# Delegación de Parral
| Delegación de Parral     | Delegación de Parral |
| ------------------------ | -------------------- |
| Cabecera:                | Villa de Parral      |
| Cabildo o Municipalidad: | - Parral             |
| Ubicación                |                      |
|                          |                      |

Delegación de Parral es una división territorial de Chile. Corresponde al antiguo Partido de Parral, que con la Constitución de 1823, cambia de denominación.
Su cabecera estaba en la Villa de Parral.
Con la ley de 30 de agosto de 1826, que organiza la República, integra la nueva Provincia de Maule. 
Con la Constitución de 1833, pasa a denominarse Departamento de Parral.

## Límites
La Delegación de Parral limitaba:
- Al Norte con la Delegación de Linares
- Al Este con la Cordillera de Los Andes
- Al Sur con la Delegación de San Carlos.
- Al Oeste con la Delegación de Cauquenes